# سامانه فیزیکی

نقشه آب و هوا به عنوان یک مثال از یک سامانه فیزیکی

در فیزیک، یک سامانه فیزیکی بخشی از جهان فیزیکی است که برای تجزیه و تحلیل انتخاب می‌شود. همه چیز خارج از سامانه به عنوان «محیط» شناخته می‌شود و هر اتفاقی در محیط، به جز اثراتش روی سامانه، نادیده در نظر گرفته می‌شود.
شکاف بین سامانه و محیط انتخاب تحلیلگر و معمولاً برای ساده کردن تحلیل است. برای مثال آب در دریاچه و آب در نیمی از دریاچه و یا یک مولکول آب در این دریاچه می‌تواند هرکدام به عنوان یک سامانه فیزیکی در نظر گرفته شود. یک سامانه منزوی، سامانه‌ای است که تعاملش با محیط قابل چشم‌پوشی است.